# Rete filoviaria di Seattle
La rete filoviaria di Seattle (in inglese Seattle trolleybus system, IPA: [siˈætəl ˈtrɑlibʌs ˈsɪstəm]) è la rete di filobus a servizio della città di Seattle, nello Stato di Washington. Entrata in servizio a partire dal 28 aprile 1940, è gestita dalla King County Metro dal 1994 e si compone di 15 linee per una lunghezza totale di 109 km.
È una delle cinque reti filoviarie in attività negli Stati Uniti d'America e nel 2015 con i suoi 18 766 900 passeggeri annuali è la seconda rete più utilizzata, dietro a quella della città di San Francisco.

## La rete
| Linea | Percorso                                                  | Utenza giornaliera |
| ----- | --------------------------------------------------------- | ------------------ |
| 1     | Kinnear ↔ Downtown Seattle                                | 2 600              |
| 2     | West Queen Anne ↔ Madrona Park                            | 6 200              |
| 3     | North Queen Anne ↔ Madrona                                | 7 700              |
| 4     | East Queen Anne ↔ Judkins Park                            | 3 700              |
| 7     | Downtown Seattle ↔ Rainier Beach                          | 12 300             |
| 10    | Downtown Seattle ↔ Capitol Hill                           | 4 800              |
| 12    | Downtown Seattle ↔ Interlaken Park                        | 3 700              |
| 13    | Seattle Pacific University ↔ Downtown Seattle             | 2 900              |
| 14    | Downtown Seattle ↔ Mount Baker                            | 3 400              |
| 36    | Downtown Seattle ↔ Othello                                | 10 600             |
| 43    | Downtown Seattle ↔ University District                    | 7 000              |
| 44    | Ballard ↔ University of Washington                        | 8 100              |
| 47    | Downtown Seattle ↔ Summit                                 | 700                |
| 49    | University District ↔ Downtown Seattle (via 10th Ave)     | 7 400              |
| 70    | University District ↔ Downtown Seattle (via Eastlake Ave) | 5 600              |